# Huffpost
Huffpost (marknadsfört som HuffPost) är en amerikansk webbtidning lanserad 2005, då under namnet The Huffington Post. 2017 bytte man namn till det nuvarande.

## Historik
The Huffington Post började som en blogg grundad av Arianna Huffington, Kenneth Lerer och Jonah Peretti. Den startade som en reaktion på att grundarna upplevde att de amerikanska tidningarna blivit en del av Bush-administrationens propaganda. Sedan starten 9 maj 2005 har sajten växt från att vara en kommenterande politisk blogg till att bli en nyhetssajt med välkända och inflytelserika namn som bloggar för tidningen. Huffpost har en livlig nätgemenskap, med över en miljon kommentarer varje månad.

Ursprunglig logotyp.

The Huffington Post köptes i februari 2011 av Time Warner-koncernen, genom nät-dotterbolaget America Online för summan 315 miljoner dollar (cirka två miljarder kr).

## Kolumnister
HuffPo har flera kända kolumnister, benämnda bloggare, som har bjudits in att skriva för dem.
- Alec Baldwin
- Bruce Cohen
- John Conyers
- Richard Dawkins
- Alan Dershowitz
- Gary Hart
- Jesse Jackson
- Alicia Keys
- Yoko Ono
- Bernie Sanders
- Al Sharpton
- Harry Shearer
- Cenk Uygur
- Sigourney Weaver
- Bradley Whitford